# Tamankursi
Tamankursi is een bestuurslaag in het regentschap Situbondo van de provincie Oost-Java, Indonesië. Tamankursi telt 2142 inwoners (volkstelling 2010).